# Административное деление Омска

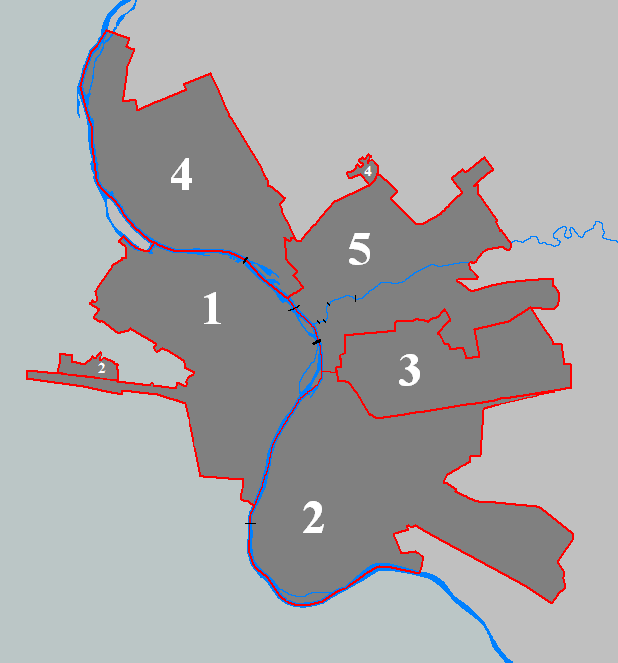
Административные округа
1. Кировский
2. Ленинский
3. Октябрьский
4. Советский
5. Центральный

Город Омск разделён на 5 административных округов (городских административных районов) как внутригородские территории (административно-территориальные единицы).
В рамках административно-территориального устройства области, Омск является городом областного значения; в рамках муниципального устройства он образует муниципальное образование город Омск со статусом городского округа с единственным населённым пунктом в его составе.
Административные округа города не являются муниципальными образованиями.

## Административные округа
| № | Административный округ | Дата образования района | Площадь, км² | Население, чел. (2021) | Код ОКАТО  |
| - | ---------------------- | ----------------------- | ------------ | ---------------------- | ---------- |
| 1 | Кировский              | 10.04.1933              | 129,0        | ↘248 209               | 52 401 364 |
| 2 | Ленинский              | 14.08.1930              | 153,2        | ↗204 001               | 52 401 372 |
| 3 | Октябрьский            | 14.04.1942              | 65,7         | ↘156 467               | 52 401 376 |
| 4 | Советский              | 14.08.1930              | 103,2        | ↘245 578               | 52 401 380 |
| 5 | Центральный            | 23.08.1945              | 105,2        | ↗271 440               | 52 401 382 |

## История
Административное устройство города менялось с его ростом. До 1917 года город делился на форштадты: Кадышевский, Бутырский, Выползки, Мокрый, Подгорный, Ильинский, Казачий, Новослободской, Новый. После Октябрьской революции 1917 года при большевиках город Омск был разделён неофициально на 3 района: Первый (вся территория города Омска), Второй (вся территория города Ново-Омска) и Третий (вся территория города Ленинск-Омский). После присоединения Ленинска-Омского и Ново-Омска в 1930-х годах город получил новые районы, и в настоящее время Омск состоит из 5 административных округов.